# Щеглов, Николай Прокофьевич
Николай Прокофьевич Щеглов (1 [12] июля 1794, Владимирская губерния — 26 июня [8 июля] 1831, Санкт-Петербург) — российский профессор, физик и минералог. Член-корреспондент Императорской академии наук.

## Биография
Родился 1 (12) июля 1794 года в семье священника, во Владимирской губернии.
Обучался во Владимирской духовной семинарии, потом (с 1810 года) в педагогическом институте, откуда выпущен в 1814 году со степенью магистра физики.
В 1817 году был назначен адъюнктом профессора физики в Императорский Санкт-Петербургский университет, с 1822 года — экстраординарный профессор физики в университете, с 1825 года — ординарный профессор.
С 20 декабря 1826 (1 января 1827) года — член-корреспондент Императорской Санкт-Петербургской академии наук.
В конце 1828 года был избран непременным секретарём Вольного экономического общества.
Кроме этого он был цензором Санкт-Петербургского цензурного комитета.
C 1824 года был издателем журнала «Указатель открытий по физике, химии, естественной истории и технологии», в котором печатал почти исключительно свои переводы, и промышленной газеты «Северный Муравей» (с 1830). На издание «Указателя» Александром I было пожаловано 2 000 рублей, а главное училищное правление постановило ежегодно выписывать 160 экземпляров этого журнала для рассылки. Многие зарубежные журналы («Annales de Physique», «Revue Encyclopedique», «Bulletin des sciences naturelles») внимательно следили за содержанием «Указателя».
Скончался 26 июня (8 июля) 1831 года в Санкт-Петербурге, от холеры. Похоронен на Смоленском православном кладбище (могила утрачена).